# Klubbheads
Klubbheads is een Nederlands productieteam van dancemuziek dat bestaat uit Addy van der Zwan, Koen Groeneveld en tot 2005 Jan Voermans. De groep heeft onder meer dan 40 verschillende namen in een groot aantal verschillende genres releases uitgebracht. Ze waren de producers achter de hits van DJ Paul Elstak en DJ Jean. Het trio gebruikte als eigen pseudoniemen DJ BoozyWoozy (Groeneveld), IttyBitty (Van der Zwan) en DJ Greatski (Voermans). 

## The Ultimate Seduction
Koen Groeneveld en Addy van der Zwan werden in de vroege jaren negentig vooral bekend als de mixers die achter de succesvolle serie "Turn Up The Bass" van Arcade Music zaten. In de zomer van 1990 bereikten ze daarmee de tipparade. Daarna vormden ze het duo The Ultimate Seduction, waarmee ze de hit The Ultimate Seduction (1992) maakten. Beide werkten ze bij Mid-Town Records. In 1995 kregen ze de opdracht van DJ Paul Elstak om een radiovriendelijke versie te maken van zijn plaat Life is Like a Dance, vanwege zijn ambities om een grote hit te scoren. Deze opzet slaagde en de mannen produceerden vijf toptienhits voor Paul Elstak en ook zijn album May the Forze be With You (1995). Als zangeres huren ze hiervoor Ingrid Simons in. Met haar maakten ze ook de single Summer of love van Catalana. In 1996 besloot Paul Elstak de samenwerking te stoppen om zelf zijn hits te gaan produceren.

## The Klubbheads
In 1995 ontmoette het duo producer Jan Voermans. Voermans was de jaren daarvoor met Kees Biemans het remixduo Rio & Le Jean, dat voor 2 Unlimited enkele remixes maakte. Vanaf dat moment werkten ze als trio samen en brachten ze onder een veelvoud aan namen hun platen uit op hun eigen label Blue Records, dat onderdeel is van het Rotterdamse Mid-Town Records. De belangrijkste werknaam werd vanaf 1995 The Klubbheads. Daarmee maakten ze clubhits als Klubhopping (1995), Discohopping (1997) en Kickin' hard (1998). Als Slammer hadden ze een bescheiden hitje met de door Ingrid Simons gezongen cover van Patrick Cowley's Do you wanna fuhk?. In 1999 besloten ze Mid-Town te verlaten en hun eigen label te beginnen, Digidance. In 1999 maakten ze in opdracht van DJ Jean het nummer The Launch. Daarmee bereikten ze voor de eerste keer in hun loopbaan de eerste plaats van de top 40. Voor DJ Jean maakten ze de nummers Love Come Home (2000) en Lift me Up (2001). Zelf bereikten ze de hitlijsten met Turn Up The Bass (2000) en Hiphopping (2001). De hits van het trio werden in 2001 verzameld op het album Front To The Back. 

## Andere projecten
Begin 2002 bracht Koen Groeneveld als DJ BoozyWoozy het album Booze It Up! uit. Daarvan werd met name Party Affair een grote hit. Het trio bereikte de hitlijsten als Drunkenmunky met het nummer E (2002). Beide platen zijn, zoals meerdere producties van het trio in deze periode, gebaseerd op bekende hiphopdeuntjes. Ze werkten ook samen met Eva Simons op I Believe in Love van Cooper. Een project van Addy van der Zwan is Hula Girl, met de hit Sunqueen From Hula Bay (2001) en het album Hula Girl (2002). Op de populariteit van coverplaten speelden ze in met Right Here Waiting van Lorindo.

## Breuk met Jan Voermans
Na tien jaar samengewerkt te hebben, besloten Koen Groeneveld en Addy van der Zwan in 2005 om Digidance te verlaten en met zijn tweeën verder te gaan als Klubbheads. Het duo wilde meer tijd voor het maken van producties. Jan Voermans bleef Digidance runnen en ging verder als solo-dj. Het label Digidance bleef nog een aantal jaar bestaan, maar sloot zijn deuren in 2009 wegens faillissement. De andere twee stichtten ze een nieuwe productiemaatschappij: Unit 54. Rond die tijd maakten ze eveneens het alias Hi_Tack waarmee ze de hits scoren met Say say say (Waiting 4 U) (2005) en een remix van Love Sensation van Loleatta Holloway. Vanaf 2008 gaat Groeneveld meer zijn eigen weg. Hij koerst vanaf dan meer richting techno. Hij richtte het label _aBZoluT op en scoorde een minimal-hit met Wake Turbulence.

## Selectieve discografie

### Singles
- The Ultimate Seduction - The Ultimate Seduction 1992
- Rave Nation - Going Crazy 1995
- The Klubbheads - Klubhopping 1995
- Catalana - Summer of Love 1995
- The Klubbheads - Discohopping 1997 (tip17 in de Top 40 en Dancesmash op Radio 538)
- Slammer - Do You Wanna Funk 1997
- Da KLubb Kings - It's Time 2 Get Funky 1997
- The Klubbheads - Kickin' hard 2000
- The Klubbheads - Turn Up The Bass 2000
- The Klubbheads - Big Bass Bomb 2000 (tip7 in de Top 40 en Dancesmash op Radio 538)
- The Klubbheads - Hiphopping 2001 (plaats 13 in de Top 40 en Dancesmash op Radio 538)
- Hula Girl - Sunqueen From Hula Bay 2001
- Cooper - I Believe in Love 2001
- DJ BoozyWoozy - Party Affair 2001 (Dancesmash op Radio 538)
- DJ BoozyWoozy - Jump around 2002
- DJ BoozyWoozy - One More Try 2002
- Drunkenmunky - E 2002
- Lorindo - Right Here Waiting 2002
- Hi_Tack - Say say say (Waiting 4 U) 2005 (Dancesmash op Radio 538)
- Koen Groeneveld - Wake Turbulence 2008

### Albums
- DJ Disco– Disco Freaks 2000
- Klubbheads - Klubhopping 2001
- DJ BoozyWoozy - Booze It Up! 2002
- Hula Girl - Hula Girl 2002